# Somotrichus elevatus
Somotrichus elevatus is een keversoort uit de familie loopkevers (Carabidae). De wetenschappelijke naam van de soort is voor het eerst geldig gepubliceerd in 1787 door Fabricius.